# Svetlana Matvejeva
Svetlana Vladislavovna Matvejeva (Russisch: Светлана Владиславовна Матвеева) (Bisjkek, 4 juli 1969) is een Russische schaakster. Ze is een FIDE-grootmeester (GM).
- In 1990 won ze de meisjesafdeling van het Europees schaakkampioenschap voor junioren.
- Ze was kampioene van de Sovjet-Unie en ze heeft verscheidene keren meegespeeld in het kampioenschap van Europa. Ze heeft ook in het wereldkampioenschap meegespeeld, maar die pogingen mislukten. Bij de Top dames 2004 staat ze op de derde plaats, achter Judit Polgár en Xie Jun, maar ze is wel de sterkste Russische schaakster. Humpy Koneru uit India staat op de zesde plaats op die lijst.
- In 2002 speelde ze mee in het "8 Maart toernooi" te Belgrado en werd daar tweede. Op het derde schaakkampioenschap van Europa voor dames in Varna eindigde ze achter Zhaoqin Peng.
- Bij de North Urals Cup 2003, gehouden in Krasnotoerinsk (Rusland), eindigde Matvejeva als tweede, na Natalja Zjoekova.
- Bij het Europees schaakkampioenschap voor landenteams in 2003 te Plovdiv in Bulgarije, waar Svetlana in meespeelde, werd Rusland derde en eindigde Armenië op de eerste plaats terwijl Hongarije tweede werd. In het "Abudhabi open toernooi" eindigde Svetlana op de dertiende plaats.
- In mei 2005 speelde Svetlana mee om het nationale kampioenschap van Rusland en eindigde ze met 5.5 punt op de zevende plaats.

Hier volgt de partij Matvejeva - Stefanova (Belgrado 1994):

1.d4 Pf6 2.c4 e5 Boedapestgambiet 3.de Pe4 4.Pf3 Pc6 5.a3 a5 6.Lf4 f6 7.Dd5 Pc5 8.Pc3 Pe6 9.ef Df6 10.Lg3 d6 11.e3 g5 12.h4 g4 13.Pd2 h5 14.Pde4 Df7 15.c5 dc 16.0-0-0 Lg7 17.Lc4 De7 18.Pb5 Pcd8 19.Pbd6+ cd 20.Pd6+ Kf8 21.Pc8 Df6 22.Dd6+ Kf7 23.Td2 Pc6 24.Dd7+ Kg6 25.Ld3 Kh6 26.De6 (1 - 0)